# SN 2002ge
SN 2002ge – supernowa typu Ia odkryta 7 października 2002 roku w galaktyce NGC 7400. W momencie odkrycia miała maksymalną jasność 14,10m.